# Luis Ricardo Falero

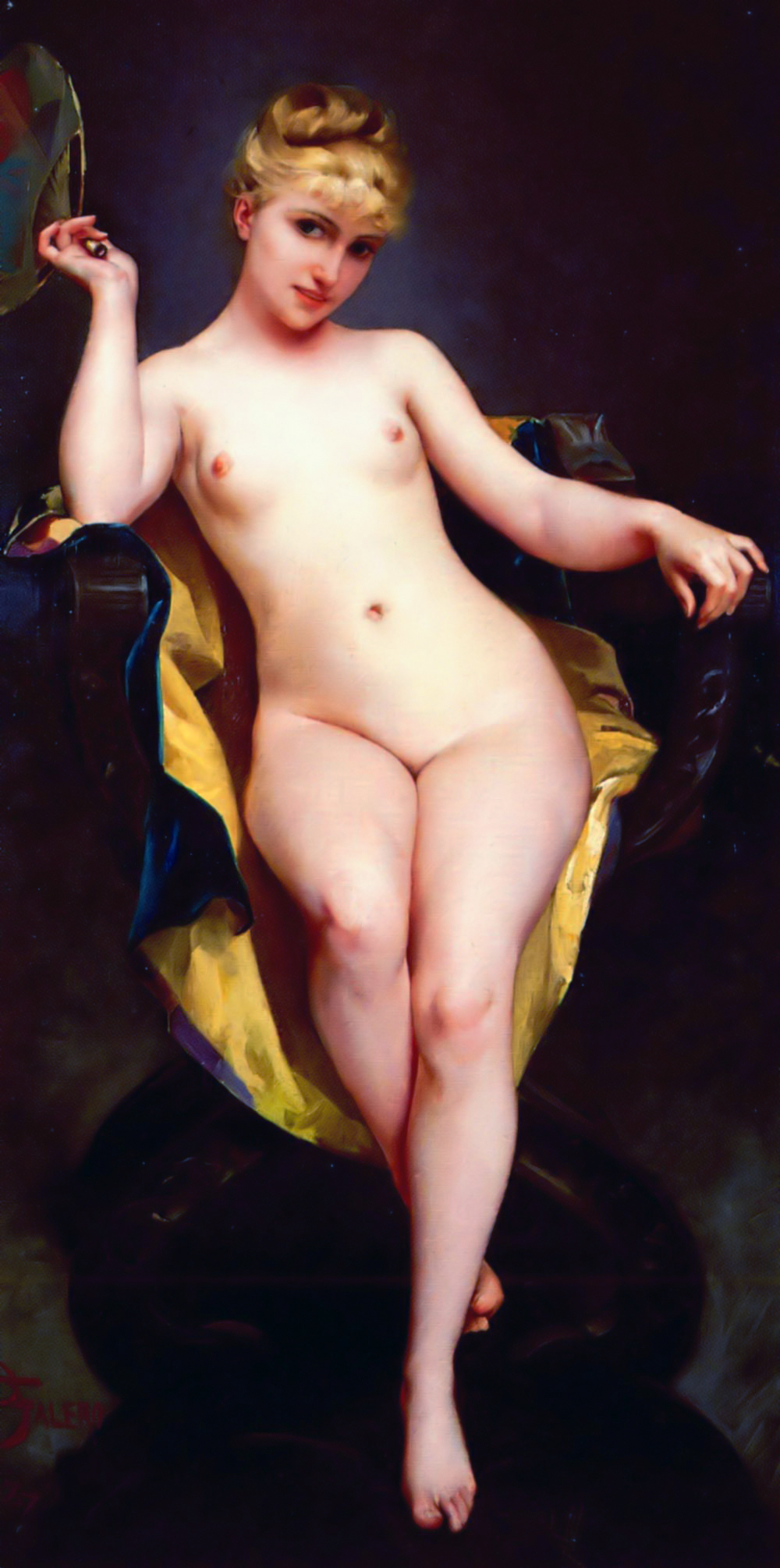
La Pose, un classico nudo faleriano, olio su tela del 1879

Luis Ricardo Falero, duca di Labranzano (Granada, 1851 – Londra, 7 dicembre 1896), è stato un pittore di origini spagnole del XIX secolo. È conosciuto principalmente per i soggetti di nudo femminile, per le rappresentazioni mitologiche e icone fantastiche.

## Biografia
Inizialmente perseguì una carriera militare nella Marina del Regno di Spagna, seguendo il volere dei suoi genitori, per poi darne disappunto quando decise di lasciare la marina e trasferirsi a Parigi, dove studiò arte, chimica e ingegneria meccanica. Gli esperimenti che condusse in questi ultimi due ambiti furono così pericolosi, che decise di concentrarsi e focalizzarsi solo sulla pittura. Dopo alcuni anni si trasferì sempre per motivi di studio a Londra, città nella quale si stabilì definitivamente.
Falero ebbe un particolare interesse per l'astronomia e le simbologie celesti, passione riscontrabile in molte delle sue opere, come ad esempio The Marriage of a Comet ("Le nozze di una cometa") e Twin Stars ("Stelle gemelle"). Il suo interesse per le conoscenze astronomiche lo portarono a collaborare alle illustrazioni delle opere di Camille Flammarion.
Nel 1896, l'anno della sua morte, Maud Harvey portò in giudizio Falero per paternità rifiutata. Sostenne di essere stata da lui sedotta diciassettenne, quando lavorava presso di lui come cameriera, e poi come modella. Quando scoprì di essere incinta, lui la respinse. Essa vinse la causa e si aggiudicò cinque scellini alla settimana per il mantenimento del bambino.
Falero morì presso l'University College Hospital, all'età di 45 anni.

## Galleria d'immagini

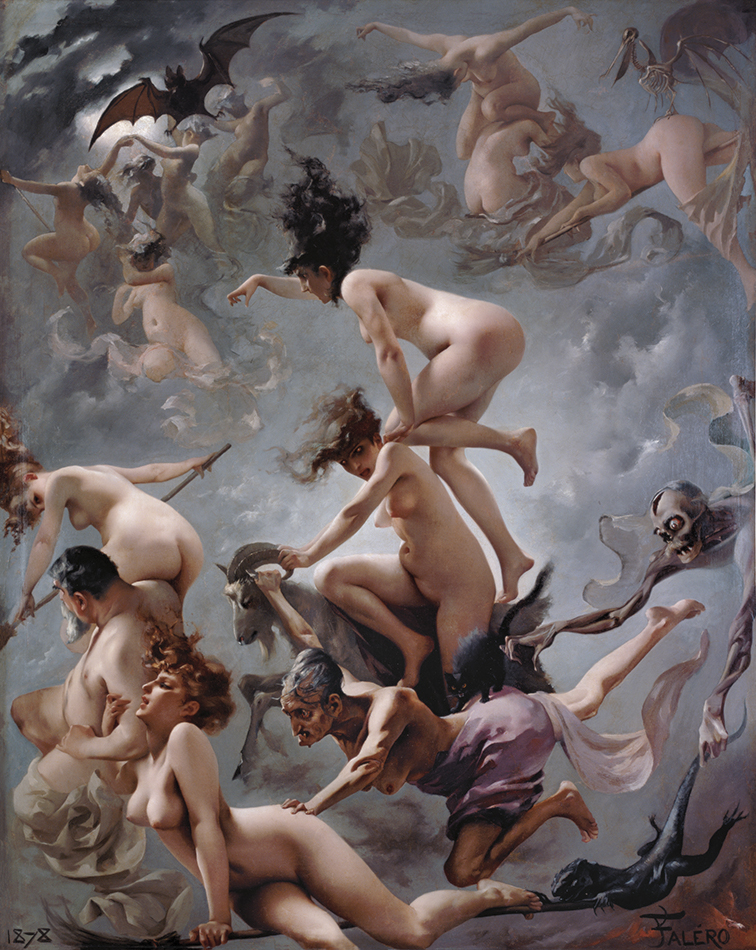
Le streghe al sabba
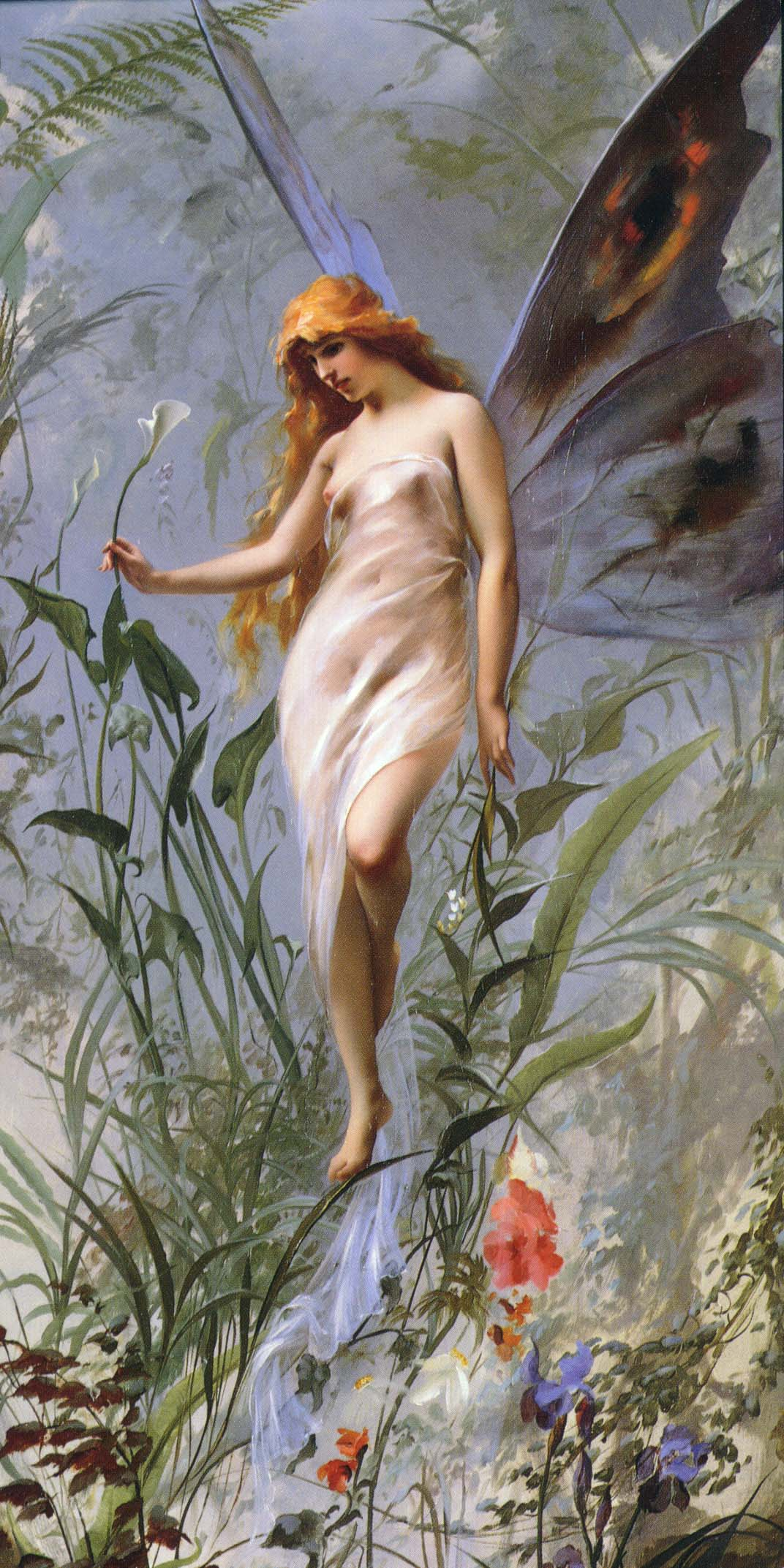
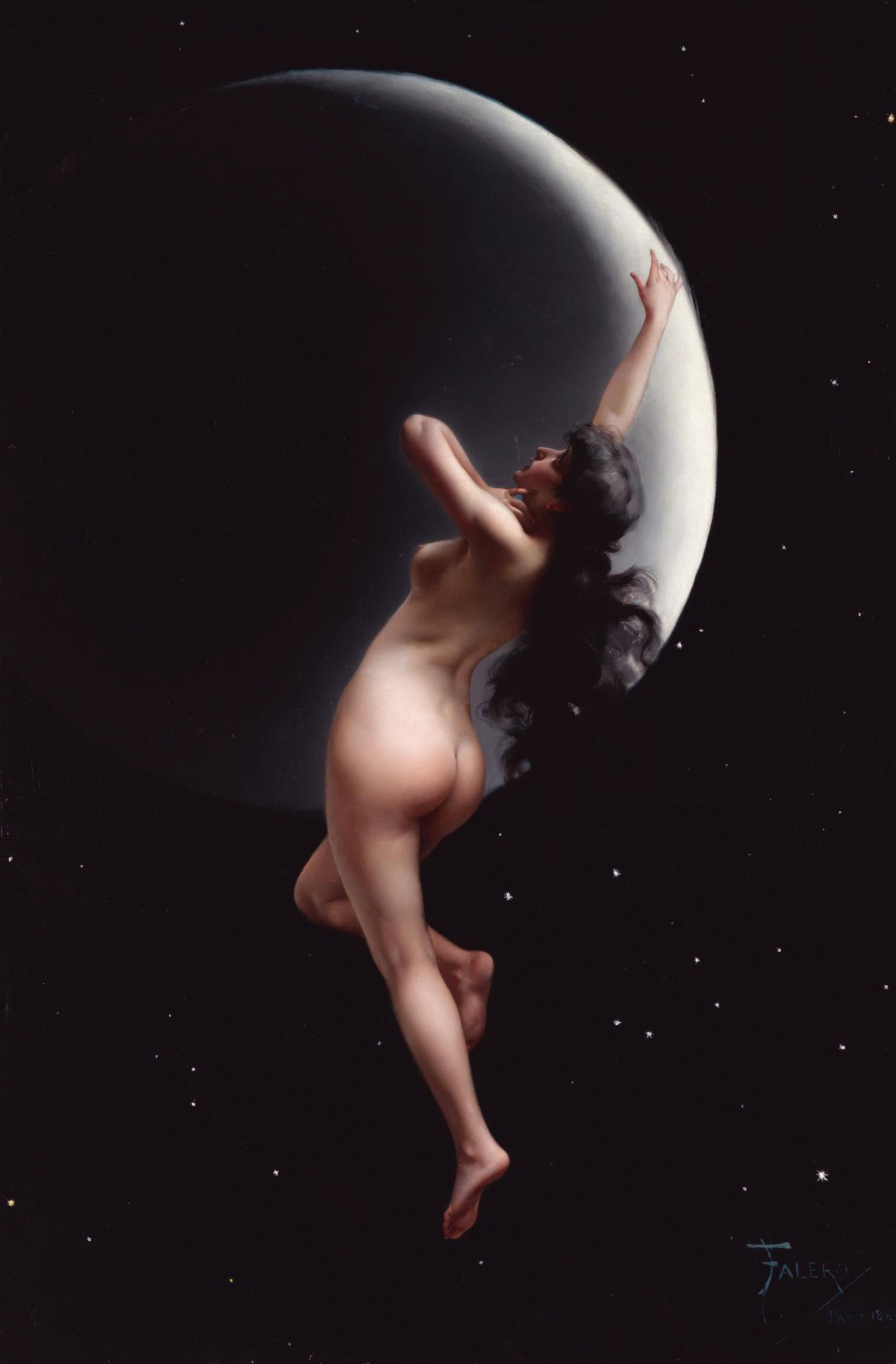
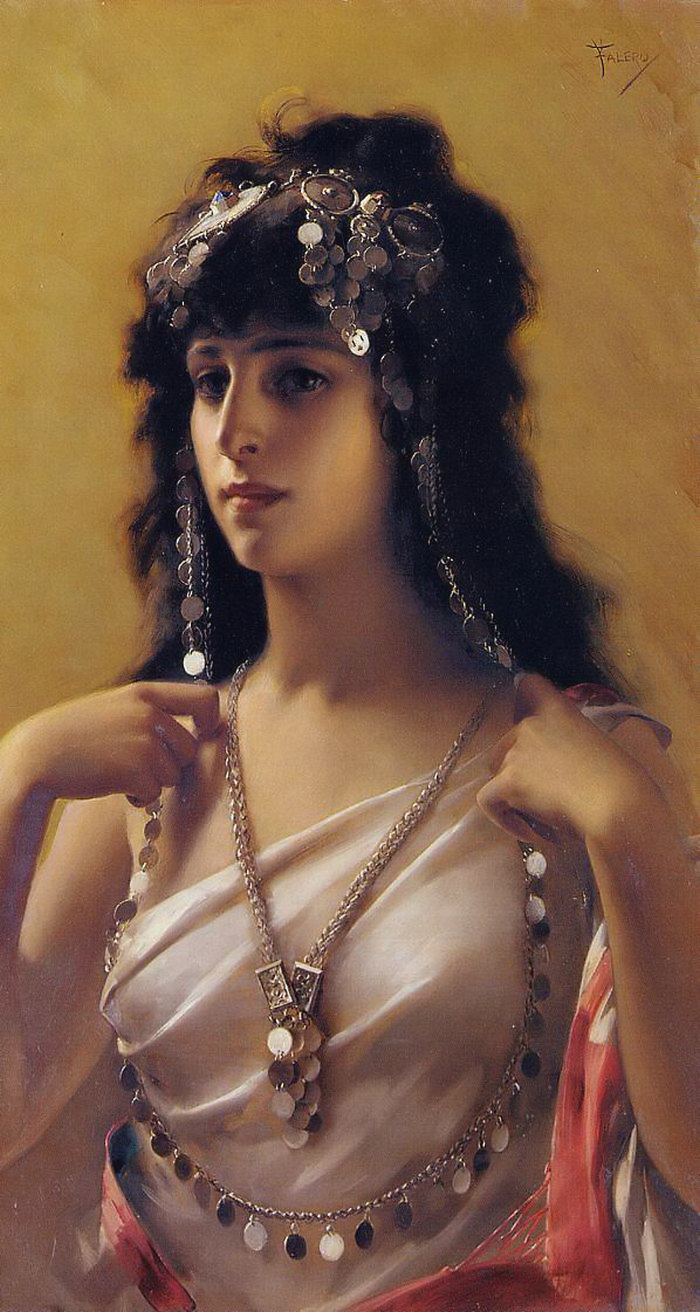
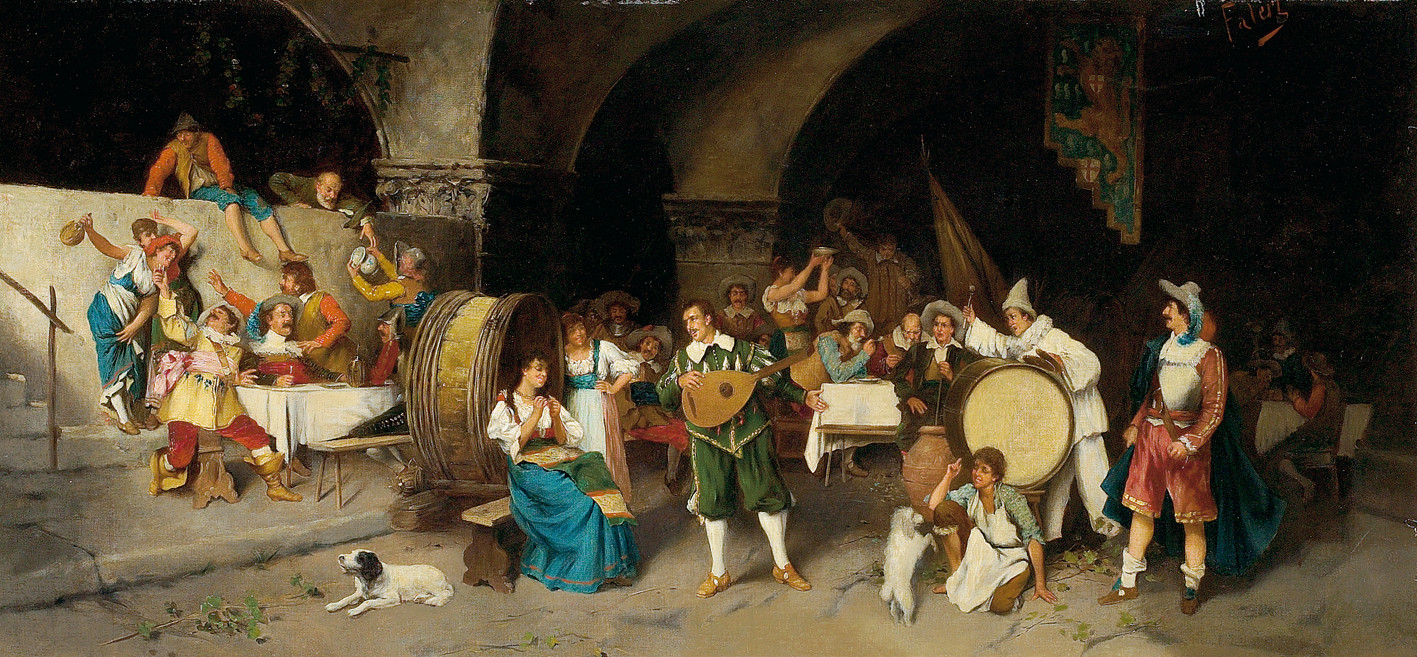
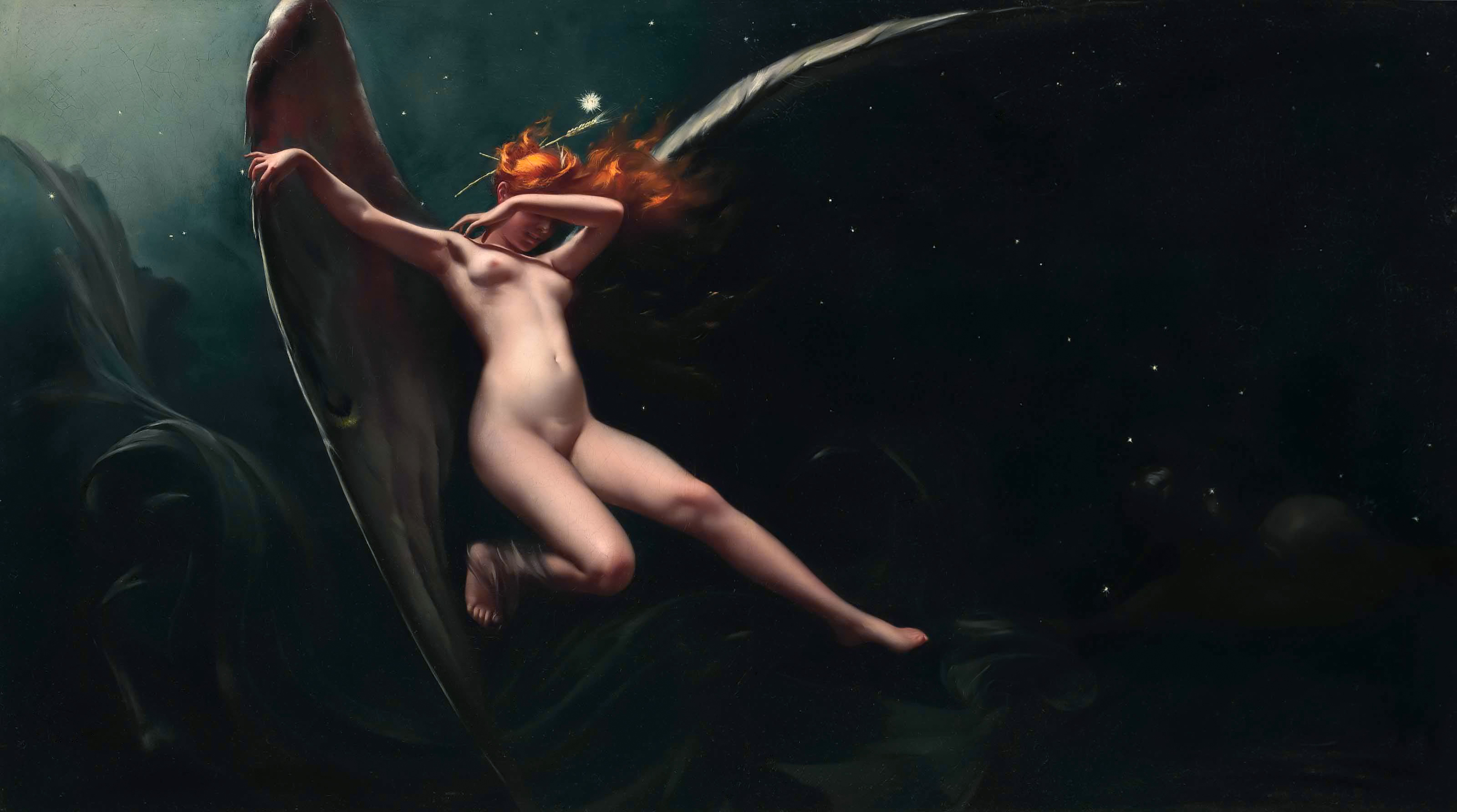
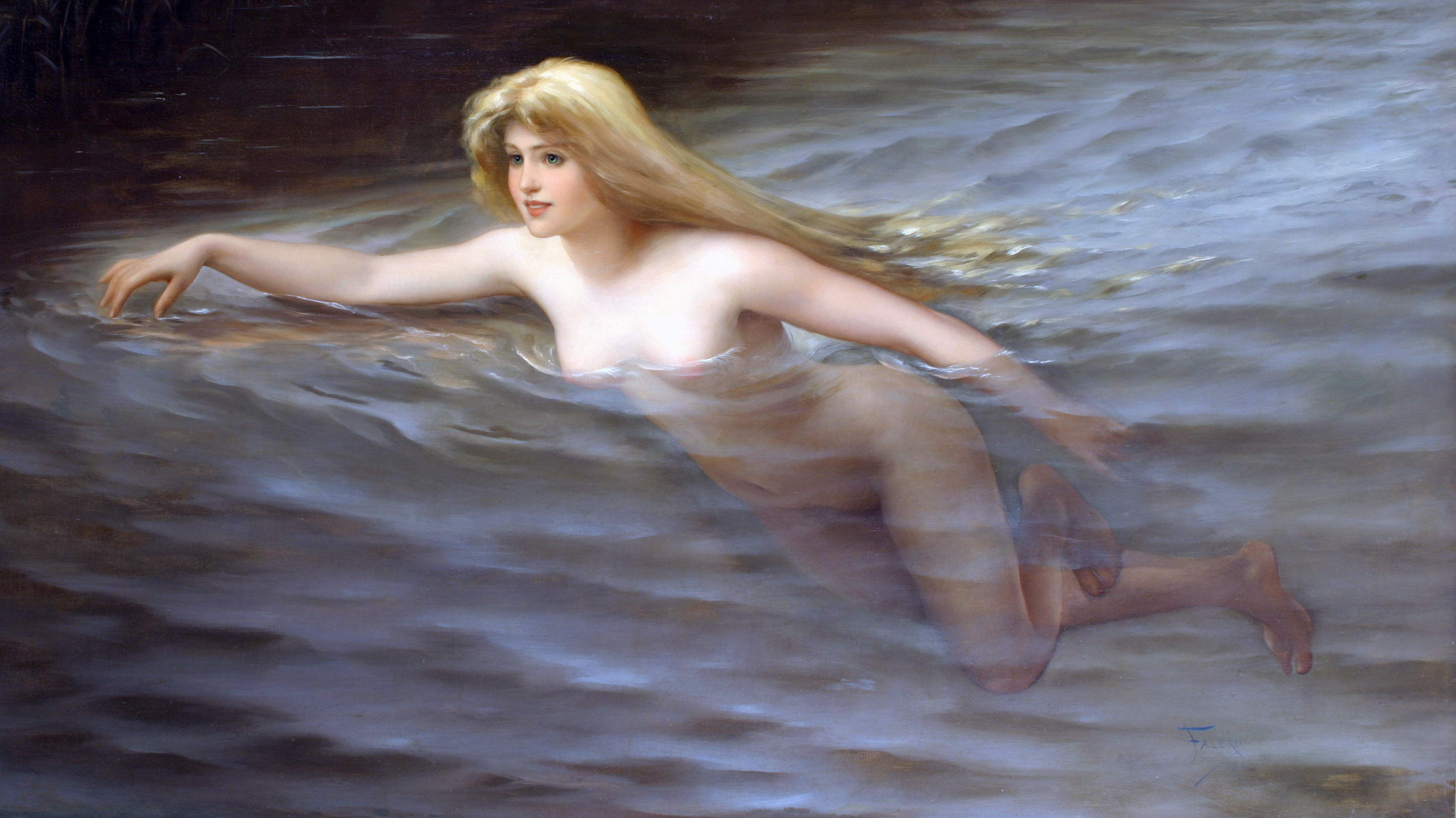
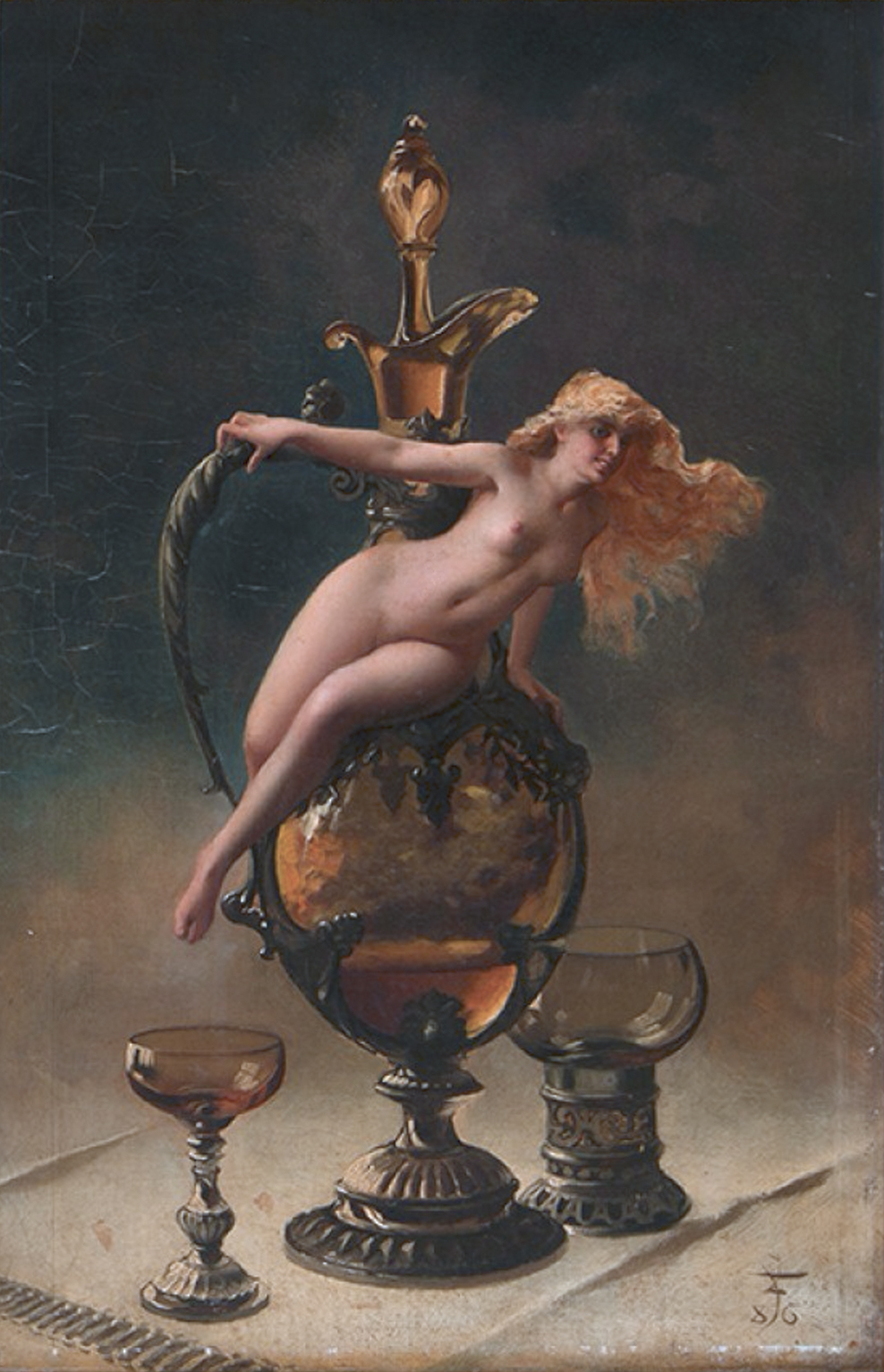
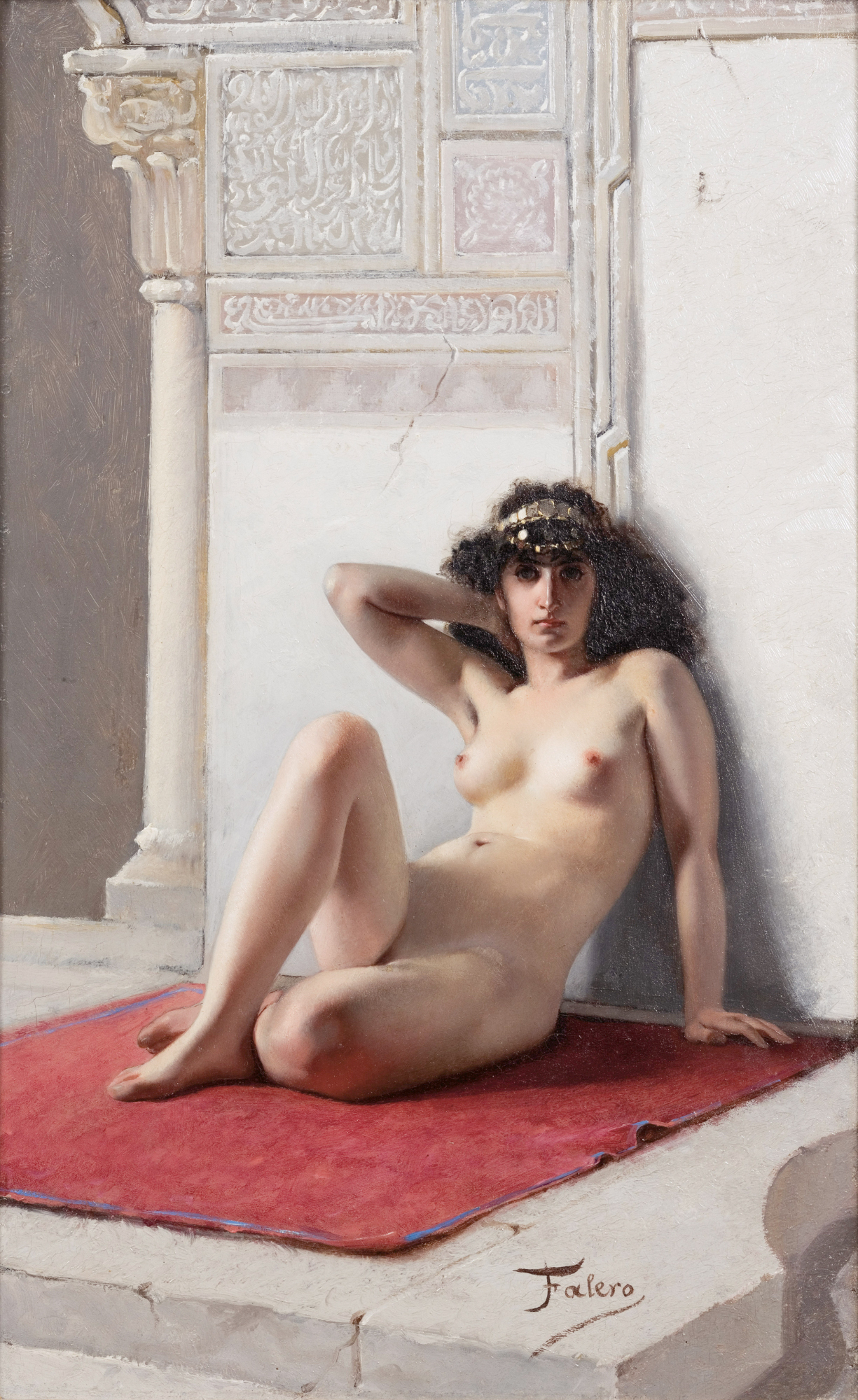
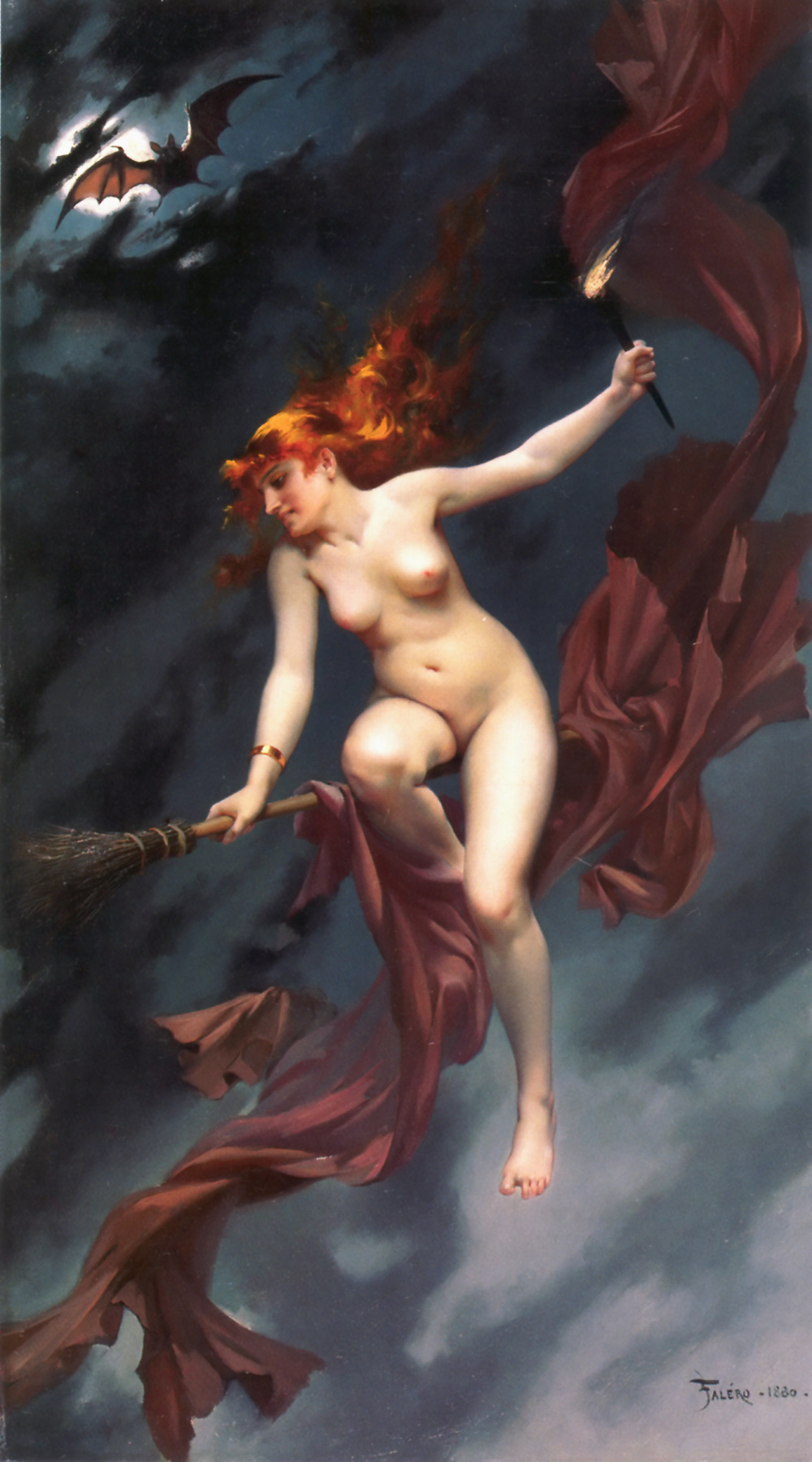
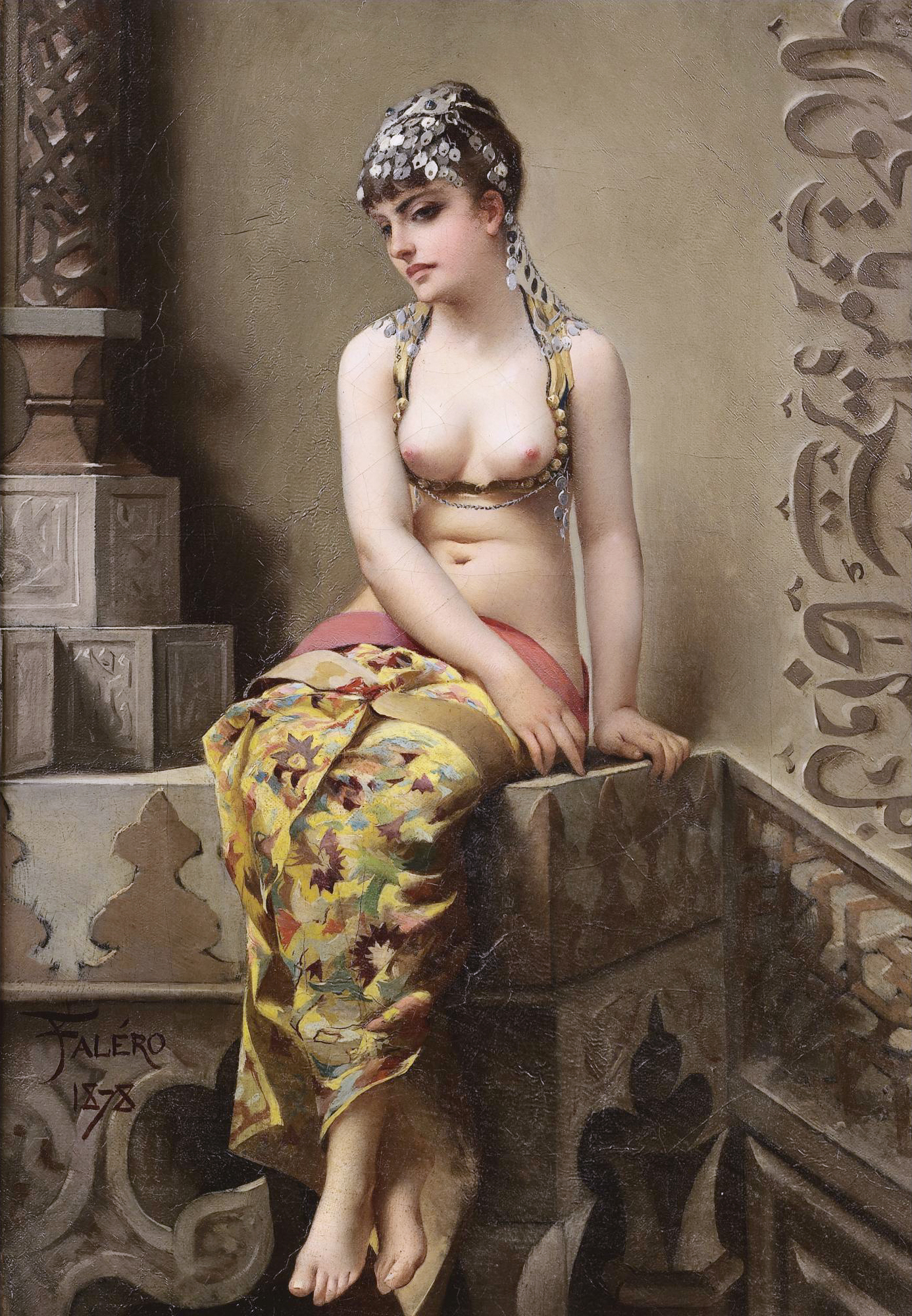
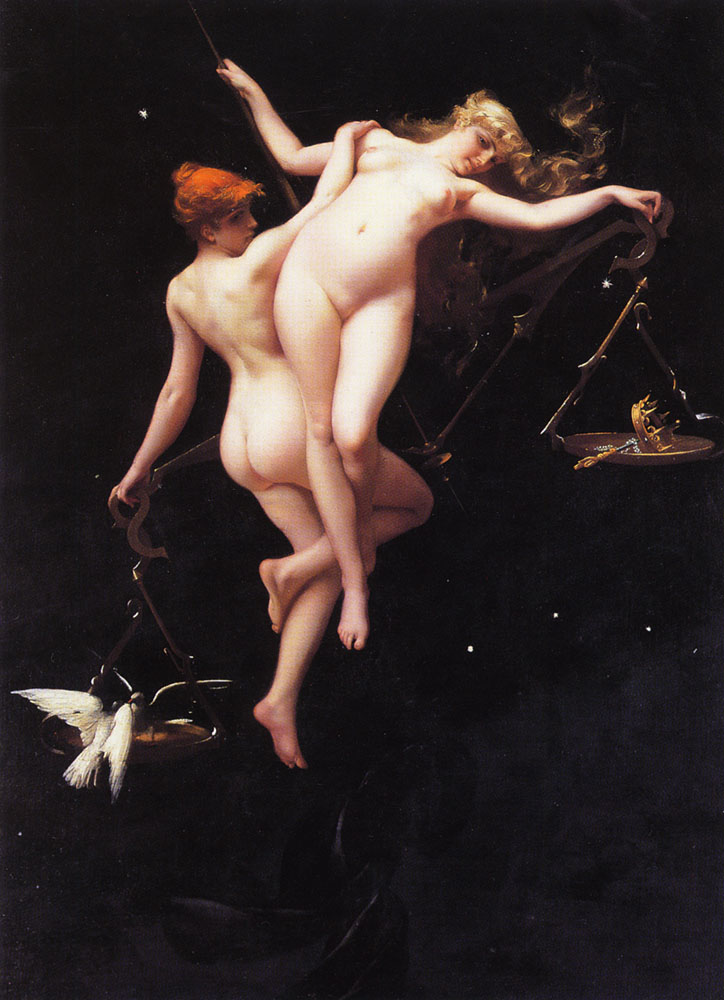